# Noshornsbagge
Noshornsbagge, Oryctes nasicornis är en skalbaggsart som först beskrevs av Carl von Linné 1758. Noshornsbagge ingår i släktet Oryctes, familjen bladhorningar, Scarabaeidae, och underfamiljen noshornsbaggar.

## Utseende
De är brunglänsade och ca 25-43 mm långa. Därmed är den en av Sveriges allra största skalbaggar, betydligt större än ollonborren. Hanen har ett hornliknande utskott på huvudet och honan har en knöl. Larven kan bli upp till 10 cm lång.

## Utbredning och ekologi
Arten är reproducerande i Sverige, och ganska vanlig i södra och mellersta Sverige. Larven lever i sågspånshögar, komposter och drivbänkar eller i kodynga. Noshornsbaggen är i sitt larvstadium i 3-5 år innan den utvecklas till imago skalbagge. När den har blivit en bagge lever den som längst i 10 månader.[källa behövs] I Sverige sker svärmningen under veckorna runt midsommar, och hanarna dör efter parningen, honorna efter att ha lagt de c:a 40 äggen.

## Underarter
Sexton underarter finns listade i Catalogue of Life:

- Oryctes nasicornis afganistanicus Endrödi, 1938
- Oryctes nasicornis birmanicus Dechambre, 1980
- Oryctes nasicornis chersonensis Minck, 1915
- Oryctes nasicornis corniculatus Villa, 1833
- Oryctes nasicornis edithae Endrödi, 1938
- Oryctes nasicornis grypus (Illiger, 1803)
- Oryctes nasicornis hindenburgi Minck, 1915
- Oryctes nasicornis holdhausi Minck, 1914
- Oryctes nasicornis illigeri Minck, 1915
- Oryctes nasicornis kuntzeni Minck, 1914
- Oryctes nasicornis latipennis Motschulsky, 1845
- Oryctes nasicornis mariei Bourgin, 1949
- Oryctes nasicornis ondrejanus Minck, 1916
- Oryctes nasicornis polonicus Minck, 1916
- Oryctes nasicornis przevalskii Semenow & Medvedev, 1932
- Oryctes nasicornis punctipennis Motschulsky, 1860.

## Bildgalleri

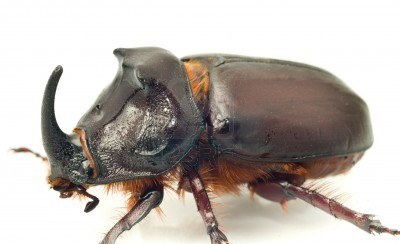
Imago hane
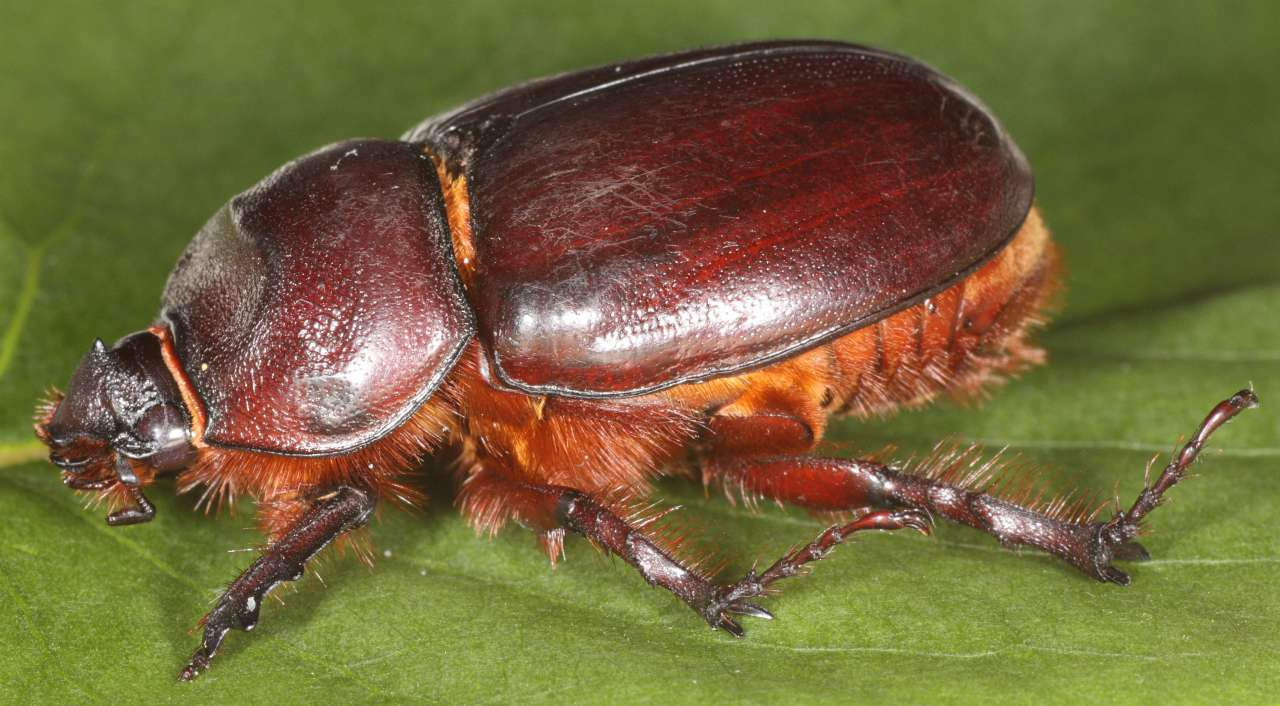
Imago hona
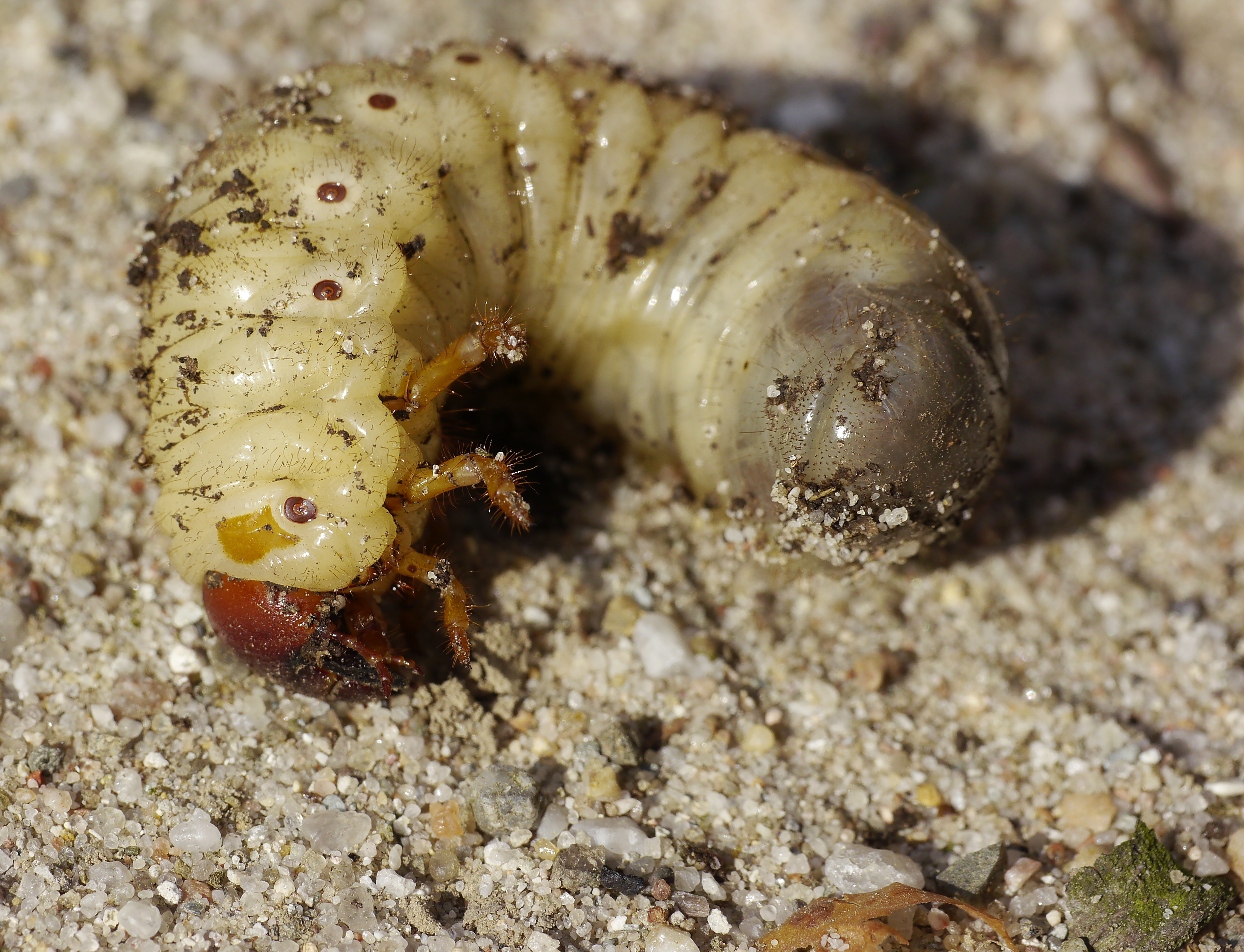
larv

1. 1 2 3 4   Dyntaxa Oryctes nasicornis
2. 1 2 3  Roskov Y., Ower G., Orrell T., Nicolson D., Bailly N., Kirk P.M., Bourgoin T., DeWalt R.E., Decock W., Nieukerken E. van, Zarucchi J., Penev L., eds. (24 december 2018). ”Species 2000 & ITIS Catalogue of Life, 2019 Annual Checklist”. www.catalogueoflife.org/col. Species 2000: Naturalis, Leiden, the Netherlands. Arkiverad från originalet den 29 augusti 2019. https://web.archive.org/web/20190829112149/http://www.catalogueoflife.org/col/search/all/key/Oryctes%2Bnasicornis/fossil/1/match/1. Läst 28 augusti 2019.
3. 1 2  Pettersson, Maj-Lis (2007). ”Bladhorningar som växtskadegörare”. Faktablad om växtskydd. Trädgård (Uppsala: SLU) 27. 17943. ISSN 0281-8566. http://urn.kb.se/resolve?urn=urn:nbn:se:slu:epsilon-p-16128. Läst 2 november 2020.